# کلودیو گوگللمونی
کلودیو گوگللمونی (انگلیسی: Claudio Guglielmoni؛ زادهٔ ۱۸ ژانویهٔ ۱۹۴۰) بازیکن فوتبال اهل ایتالیا است.
از باشگاه‌هایی که در آن بازی کرده‌است می‌توان به باشگاه فوتبال اینتر میلان، باشگاه فوتبال چزنا، باشگاه فوتبال مودنا، و باشگاه فوتبال پیزا اشاره کرد.